# 메타모르포젠
《메타모르포젠》 AV.142 (Metamorphosen, Studie für 23 Solostreicher)는 리하르트 슈트라우스가 작곡한 23대의 현악기를 위한 현악합주곡이다. 1945년 제2차 세계 대전 말기, 독일이 패전하여 멸망하기 직전에 작곡됐고, 슈트라우스 만년 81세 때의 작품이다.

## 작곡

### 전쟁 말기와 개인의 슬픔
이 곡의 스케치북이 가르미슈 파르텐키르헨의 슈트라우스 기념관에 보관되어 있고, 슈트라우스의 자필 총보는 파울 자허(Paul Sacher)가 소유하고 있다. 스케치북은 1944년에 쓴 32페이지에 이르는 것으로 ‘뮌헨을 위한 복상(服喪)’이라고 적혀 있다. 따라서 ‘메타모르포젠’의 스케치는 적어도 1944년에 한 것이 된다. 이 시기는 제2차 세계 대전의 말기에 해당한다. 슈트라우스가 이 작품을 작곡하게 된 직접적인 동기는 1943년 연합군이 감행한 대공습 때문이다. 뮌헨 오페라 극장을 시작으로 드레스덴 젬퍼오페라하우스가 붕괴되고 베를린의 린덴 오페라 등등이 차례로 화마에 휩싸였는데, 특히 1945년 2월 13일부터 15일 사이 3600여 대의 폭격기와 1300여 대의 대형 폭격기들이 몇 만 톤 이상의 폭탄을 쏟아부어 고도 드레스덴을 순식간에 날려버려 폼페이 최후의 날로 만들어버린 것이 작곡의 결정적인 계기가 되었다. 슈트라우스는 이제까지 평화의 날, 다프네, 다나에의 사랑 등 3작품의 오페라 대본을 제공해 준 빈의 문화사가이며 연극학자인 요제프 그레고르(Joseph Gregor, 1888~1960)에게 ‘이 세상에서 최고의 성지인 괴테 하우스(바이마르)는 파괴되고, 내가 제일 좋아한 드레스덴, 바이마르, 뮌헨은 모두 사라져버렸다’고 한탄하는 편지를 보내며 자신의 추억과 꿈이 서려있는 도시들이 파괴되는 현실에 몹시도 괴로워했다. (1945년 3월 2일) 이 공습으로 인해 작곡가는 자신의 과거를 송두리째 잃어버리게 된 것이다. 그런 까닭에 그로브 음악 사전에는 이 작품에 대해 ‘슈트라우스 자신이 반세기 동안 이끌어 온 독일 음악문화에 대한 비가(悲歌)’라고 소개되어 있기도 하다. 게다가 3월에는 빈의 국립오페라극장도 파괴되어 버렸다.
살로메와 엘렉트라 같이 그리스 고전을 통한 에너지와 다이내믹의 강력한 포효를 시작으로 장미의 기사와 낙소스의 아리아드네 이후 드라마와 음악의 새로운 관계설정을 통한 새로운 극-오페라의 탄생을 이끌어낸 슈트라우스는 천성적으로 유머러스하고 긍정적이며 호기심 많은, 그리고 복잡함을 넘어선 화려함과 단순함을 넘어선 순수함을 동시에 갖고 있던 작곡가이다. 이렇듯 모차르트 이후 최고의 천재로 일컬어진 그에게 제2차 세계 대전은 엄청난 충격으로 다가왔다. 제1차 세계 대전도 겪은 그였지만 당시에는 참호전과 국지전을 중심으로 전쟁이 벌어진 반면 이렇게 도시 전체와 시민을 순식간에 날려버리는 참혹하고 무자비한 경우는 없었기에 그 슬픔의 강도는 더욱 컸다.
슈트라우스는 뮌헨의 국립극장이 전파된 것을 알았을 때 뮌헨을 위한 복상으로 슬픔을 담은 음악을 쓰려고 했지만, 몇 마디만 스케치했을 뿐 방치해버렸다. 다른 아이디어가 떠올랐기 때문이다. 예전에 뮌헨에 관한 영화가 기획되어 슈트라우스는 1939년에 그것을 위한 왈츠를 쓴적이 있었다. 그러나 이 영화는 나치의 명령으로 상영이 금지되어 버렸다. 그래서 슈트라우스는 앞서 방치한 스케치 대신에 이 왈츠를 개정하고 단조 부분을 더하여 1945년 2월 24일에 ‘뮌헨’이라고 제목을 단 곡으로 완성했다. 이때 슈트라우스는 81세의 생일을 눈앞에 두고 있었고, 세상을 떠나기 4년 전이었다. 이런 고령에도 불구하고 뮌헨을 추도하는 왈츠를 쓴 것만으로 슈트라우스의 마음은 안정되지 않았다. 독일 각지의 예로부터의 문화와 풍토가 전쟁으로 위기에 빠지고, 대부분이 파괴되어 버린 것에 대한 슬픔을 담아 슈트라우스는 새롭게 작품을 완성했다. 이것이 메타모르포젠이다. 이러한 사정은 제1차 세계 대전 때에 심경은 상당히 다르지만 클로드 드뷔시가 일련의 소나타를 썼던 것과 비슷한 점이 있다. 남겨진 메타모르포젠의 자필총보의 처음에는 ‘1945년 3월 13일 착수’라고 쓰여 있고, 곡의 마지막 9마디째에는 ‘추도!(In Memoriam!)’라고 쓰여 있으며, 마지막 페이지에는 ‘가르미슈 파르텐키르헨 / 1945년 4월 12일’이라고 적혀 있다. 그리고 슈트라우스는 이것에 ‘23명의 솔로 현악주자를 위한 습작’이라는 부제를 달았다. 이 경우의 스케치는 일반적으로 습작이라고 번역되지만, 연습곡이라는 의미도 있고, 이 곡은 실은 이 양쪽의 성격을 겸하고 있다고 볼 수 있다.
슈트라우스는 이 곡의 앞서 말한 스케치북에 음악과 결부된 것으로 만년의 테마인 ‘온순한 풍자시집(Zahme Xenien)’의 제7집에서 2편의 시를 적어 넣었다. 그것은 다음과 같은 뜻을 갖고 있다.
‘아무도 자기 자신을 모르고, 자신과 분리될 수 없다. 그러나 그는 매일 매일 결국은 밖으로 향하여 자신이 무엇이고 무엇이엇는지 무엇을 할 수 있고 무엇을 바라는지를 분명히 시험하고 있다. / 그러나 세상에서 어떻게 나아가야 하는지 실제로는 아무도 모른다. 그리고 또 현재에 이르기까지 아무도 이해하려고도 하지 않는다. 정말 그 날이 손길을 뻗쳐 오기를 이성을 갖고 믿으라. 지금에 이르기까지 모든 것은 지나가고, 마지막에는 다시 좋아질 것이다.’

### 연합군의 반격과 베를린 포위, 독일 항복
슈트라우스가 이 곡을 총보에 새로 썼을 무렵에 나치 독일은 연합군의 좁혀진 포위망 속에 있었고, 베를린까지 포위돼 날이 갈수록 패전 분위기가 짙어지고 있었다. 그리고 4월 30일과 5월 1일 전쟁을 일으긴 주범 총통 아돌프 히틀러, 선전장관 파울 요제프 괴벨스는 자살했고, 히틀러의 유언으로 국가원수가 된 카를 되니츠는 재임 4일만인 5월 8일 무조건 항복을 선언했다. 이 항복선언을 슈트라우스는 가르미슈에서 라디오 방송을 듣고 알았다. 이 방송에 이어서 라디오는 베토벤의 영웅교향곡의 2악장 ‘장송행진곡’을 내보냈다. 슈트라우스는 후에 말하듯이 ‘메타모르포젠’과의 관련도 있어 이 음악을 의미심장하게 들었음에 틀림없다. 어쨌든 이러한 사정이 있었기 때문에 당분간은 메타모르포젠을 초연할 수 있는 상황이 아니었다.

## 초연, 출판
슈트라우스는 전후의 혼란스런 독일을 피하여 1945년 10월에 스위스로 이주해서 1949년 5월에 가르미슈로 되돌아오기까지 생활의 중심을 스위스에 두고, 메타모르포젠의 초연의 구체화를 생각하기 시작했고, 그것을 위한 그룹으로 파울 자허가 지휘하는 콜레기움 무지쿰 취리히를 특별히 뽑았다. 자허는 현대음악에 이해를 가진 지휘자이며 음악학자로, 1926년에는 바젤 실내관현악단을 조직하여 지휘를 맡았고, 1941년부터 콜레기움 무지쿰 취리히의 지휘를 맡고 있었다. 자허는 현재에 이르기까지 80곡의 작품을 위촉 혹은 초연해 왔지만 그 중에 바르토크의 현악을 위한 디베르티멘토, 현, 타악기, 첼레스타를 위한 음악, 힌테미트의 교향곡 '세계의 조화', 오네게르의 교향곡 2번과 4번등이 있다. 자허는 자신과 콜레기움 무지쿰을 위해 슈트라우스에게 곡을 써달라고 요청한 적이 있었다. 이러한 일로 슈트라우스와 자허는 교제를 갖게 된 듯하다. 그러나 슈트라우스는 다시 자허와 메타모르포젠의 초연을 교섭하기 시작했다. 이렇게 하여 이 곡은 1946년 1월 25일에 취리히의 톤할레 작은 홀에서 자허가 지휘하는 콜레기움 무지쿰 취리히에 의해서 초연되었다. 그리고 슈트라우스는 이 초연일에 이 곡의 총보를 자허와 이 관현악단에 헌정한다고 선언했다. 초연을 위한 리허설에서는 슈트라우스 자신이 지휘봉을 들기도 했다. 총보와 파트악보는 같은 해인 1946년에 런던의 부시&호크사에서 출판되었다.

## 제목 어원, 특징
‘메타모르포젠’은 독일어의 메타모르포제의 복수로 보통은 ‘변용’으로 번역된다. 이것은 그리스어에서 유래하는데 Meta는 ‘변화하고’이고, morph는 ‘형태’이므로 메타모르포제는 원래 형태를 변화시키는 것을 의미한다. 슈트라우스는 음악의 진행으로 봐서 자신의 작품에 ‘메타모르포젠’이라는 제목을 붙었다. 분명히 이 곡은 스케치북에서의 소재를 활용하여 종국적으로는 앞서 말한 베토벤의 ‘장송행진곡’의 주제로 이끌어가는 과정을 보이면서 하나의 악상을 자유롭게 유지하고 변용해 가는 작품으로 되어 있다. 그리고 그 이전인 1943년에 힌데미트가 베버 주제에 의한 교향적 변용이라는 곡을 써서 ‘메타모르포젠’이라는 제목이 유행하리라는 징조가 있었다.
‘메타모르포젠’은 주제와 악구를 자유롭게 발전시켜 가는데, 소나타 형식에서의 전개와 몇 가지 비슷하지만, 끝까지 변용에 구애되고 있다. 그 의미에서는 변주곡과 혼동되기 쉽지만 변주곡과는 근본적으로 다른 것이다. 물론 기교적으로는 변주와의 관련을 무시할 수 없지만, 변주보다 더 자유롭고, 주제에 속박되지 않는다. 이것은 원래 베를리오즈의 환상교향곡의 연인을 나타내는 고정관념의 처리에서 발단하여, 리스트가 교향시에서 고도로 진전시킨 기법으로, 그 교향시 3번 ‘전주곡’등은 그것을 사용한 전형적인 작품으로 되어 있는데, 또 2곡의 피아노 협주곡과 나단조의 피아노 소나타 등도 그 기법을 응용하고 있다. 슈트라우스의 경우는 ‘메타모르포젠’이라는 제목을 사용하는데 대해서 괴테로부터도 계시를 받았다. 슈트라우스는 전쟁중에 가르미슈의 산장에서 시를 주체로 하여 괴테의 작품을 숙독했다. 괴테는 만년에 자신의 사고를 추구한 작품과 관련하여 자신의 지성의 전개에 메타모르포젠을 사용했다. 그뿐만 아니라 괴테는 2편의 시의 타이틀에도 이 말을 사용했다. 2편은 식물의 변형(1798)과 동물의 변형(1806)이다. ‘식물의 변형’은 괴테가 좋아한 주제인 박물지의 흐름을 다룬 것이고, ‘동물의 변형’은 동물의 세계에 관심을 둔 것이다. 슈트라우스는 이러한 괴테로부터의 암시를 받아 음악으로 인간의 세계에 관심을 둔 것이다. 슈트라우스는 이러한 괴테로부터의 암시를 받아 음악으로 인간의 세계를 다뤄 인간은 결국은 죽음으로 이어저 가는 것을 나타냈다. 그 의미에서 ‘메타모르포젠’은 표제음악에 상당히 가까운 작품이라고 할 수 있다.
‘메타모르포젠’은 23명의 현악주자를 위한 것이지만, 이른바 전통적인 양식에서의 현악합주곡과는 본질적으로 다르다. 즉 각각의 악기를 독주풍으로 움직이는 점에 특징이 있다. 전에도 말했듯이 슈트라우스는 이 곡에 습작(Studie)이라는 부제를 붙였지만, 23명의 독주자에 의한 앙상블을 위한 연습곡적인 것을 생각했을 것이고, 그러한 앙상블 중에서의 악기의 처리방법에 습작적인 것을 느꼈을 것이다. 그럼에도 불구하고 역시 관형현악법의 대가의 작품인 만큼 이 곡은 예리한 색채감각을 보이고 있다. 그리고 이전에 여러 가지 교향시 걸작을 만단 사람의 손으로 이루어진 것 답게 메타모르포젠의 방법에도 당당함이 들어가 있다.
이 음악에는 베토벤의 교향곡 3번 ‘영웅’의 2악장 ‘장송행진곡’으로부터 인용한 첼로와 더블 베이스의 몇몇 마디들이 작품의 근간을 이루는 한편, 바그너의 트리스탄과 이졸데에 등장하는 셋잇단음 리듬이 빈번히 사용된다. 이와 동시에 구스타프 말러의 교향곡 느린 악장에서 찾아볼 수 있는 심원하고도 낭만적인 성격과도 닮아 있고 그 특유의 자유로운 폴리포니적 성격(23개의 악기가 모두 독립된 라인을 갖고 있는)과 자유로운 변주양식을 연상시킨다. 비통하면서도 명상적인 주제에 가해지는 색다르고 끊임없는 유기적 변형을 담고 있는 이 음악은 정신적으로는 ‘트리스탄’적이지만 마음으로는 절친한 친구였던 ‘말러’를 회상하며 결국은 ‘베토벤’의 이름으로 모든 것을 귀결시키는 듯하다. (친구였던 구스타프 말러는 개인적인 3번의 타격으로 입은 충격과 슬픔, 죽음의 공포로 인한 두려움을 겪다 심장병으로 세상을 떠났다. 만년의 슈트라우스도 자신이 처한 상황과 슬픔이 말러와 다르지 않다고 봤을 것이다.)
이렇게 수수께끼 같은 제목과 상징적인 내용을 담고 있는 이 작품은 전쟁의 상흔에 대한 일종의 정신적인 치유를 담고 있는 것만큼은 분명하다. 더 나아가 초감각적인 ‘멜로디적인 폴리포니’를 통해 현악 테크닉에 있어서 가장 발전된 승리를 담고 있다는 점에 있어서 작곡가의 현대적인 기악어법 또한 눈여겨 볼만하다. 어둡고 음습한 분위기로부터 아무도 알아챌 수 없는 사이에 벨벳과도 같은 부드럽고 찬연한 사운드로 정화시켜나가고, 신중하게 선택된 음조를 통해 현혹적이고 ‘아리아드네’적인 화성으로 이동하는 과정은 리하르트 슈트라우스의 창조력만이 해낼 수 있는 독보적인 것이다. 그는 이 작품을 자신이 죽은 다음 일종의 ‘유품’으로 발표되기를 원했지만 그렇게 실행되지는 못했고 그 자리는 이후에 작곡한 네 개의 마지막 노래가 대신하게 되었다.

## 편성
표제처럼 23명의 현악기 주자가 쓰이고 있지만, 통상의 현5부가 아니라 각 주자가 독립된 23파트를 연주하도록 23단의 스코어에 쓰고 있으며, 서법은 치밀하에 겪고 있다.
- 바이올린 10명
- 비올라 5명
- 첼로 5명
- 더블베이스 3명

## 연주 시간
- 약 30분

## 구성
이 곡은 자유로운 3부 형식으로, 아다지오 마 논 트로포, 4/4박자. 첼로의 느긋한 도입적인 주제로 시작된다. 이 부분은 첼로 이하의 저음만인 경우도 있어 답답하고 슬픈 기분에 잠겨 있다. 이윽고 그 위로 2대의 비올라가 새로운 주요한 주제를 연주하기 시작한다. 그 첫부분의 3개의 닽은 음 동기(A)는 이 곡에서 매우 중요한 역할을 한다. 이어 역시 이 같은 음의 동기에 인도되어 다른 2대의 비올라에 의한 새로운 자제가 나타난다. 곡은 이 세 종류의 재료에 의해 대위법적으로 자유롭게 나아가 조바꿈을 거듭하여 어두운 내림마단조로 일단 클라이맥스에 달한다. 이때 지성부의 힘찬 악보3이 들리는 것이 효과적이다. 이어 밝은 사장조의 ‘약간 흐르듯이(etwas fliessender)’라는 지시어가 적혀 있는 새로운 주제가 중성부에서 등장한다. 그 외에도 지금껏 제시된 주제에 몇 개의 재료를 보태어 이들을 능슥하게 대위법적으로 처리되고 점차 템포가 빨라져 열정적으로 전개된다. 그 때 바이올린에서 새로운 움직임이 제시된다.
이 악보5와 악보3은 바그너의 트리스탄과 이졸데의 동기로부터의 자유로운 인용이라고 설명되는 일이 많다. 곡은 다시 템포를 빨리해 아지타토로 이어지는데, 그래도 여전히 아첼레란도는 계속된다. 그리고 그 진행은 특히 고음역에서 활기를 띠게 된다. 그러나 그 활기도 점차 수그러들명 악보1이 뚜렸하게 재현되고, 이어 악보4가 연부된 다음, 다시 클라이맥스가 형성된다. 그리고 곡은 처음 아다지오의 템포로 되돌이온다. 여기서부터는 최초 부분의 자유로운 재현이다. 마지막으로 제1바이올린에 의한 악보3의 취급을 받아 곡은 몰토 렌토로 템포가 느려지고, 상성부에서는 악보1이 제시하는 아래로, 베토벤의 교향곡 3번 '영웅'의 2악장 '장송행진곡'의 주제가 기다렸다는 듯이 뚜렷하게 1회만 연주되고 끝맺는다. 이처럼 베토벤의 주제가 제시되면 지금까지의 슈트라우스의 주제 대부분에 베토벤의 것과 다소 관련이 있었음을 확실히 알 수 있다. 이를테면 악보2의 A와 B, 악보3의 C, 악보4의 D는 베토벤의 주제와 밀접한 관련을 보여준다.

## 참고 문헌
- 《작곡가별 명곡해설 라이브러리》 22권 '슈트라우스' 〈음악지우사〉 (音樂世界)
- 네이버캐스트 '메타모르포젠' 글, 박재성 / 음악 칼럼니스트